# 柳楽優弥
柳楽 優弥（やぎら ゆうや、1990年3月26日 - ）は、日本の俳優。東京都東大和市出身。スターダストプロモーション制作3部所属。妻は女優の豊田エリー。

## 経歴
芸能事務所に所属していた友達がドラマに出ていたのを見て、「自分も周りを笑わせたい」という理由で芸能界入りを希望。母親に相談し、スターダストプロモーションに応募する。映画『誰も知らない』が初オーディションだったが、監督の是枝裕和に「目に力がある」と主役に抜擢された。この『誰も知らない』が俳優としての最初の活動となるが、撮影に1年かけ、公開はさらに1年経ってからだったため、メディアに出たのはHONDAのCMやドラマ『クニミツの政』の方が先となった。
その主役を演じた映画『誰も知らない』が2004年、第57回カンヌ国際映画祭コンペティション部門に出品され、当時14歳で史上最年少かつ日本人で初めて男優賞を受賞した。柳楽は学校の定期試験を受けるために授賞式前に帰国しており、式には監督の是枝が代理で出席している。このニュースを機に一躍有名になり大いに話題を呼んだ。また、同年8月25日に「文化関係者文部科学大臣表彰」を授与され、『TIME』誌アジア版では「2004 Asia's Heroes」に日本ではイチローとともに選出された。
2007年にはアニメ・オムニバス映画『ジーニアス・パーティ』の中の「BABY BLUE」で初めて声優を務めた。
2008年に入ってからは体調を崩し、仕事量を減らす。同年8月29日、自宅にて安定剤を大量に服用し病院に運ばれたが、同日に退院。後日「家族との口論が原因で自殺未遂ではない」と自身のホームページで公式発表している。
同年11月、井上凛の執筆協力により原案小説『止まない雨』を発表。
翌年2010年1月公開の映画『すべては海になる』で佐藤江梨子とともに主演に抜擢され、俳優への復帰を果たした。
2012年、蜷川幸雄演出の『海辺のカフカ』で初舞台。主人公田村カフカを演じた。
2014年、福田雄一監督・脚本の『アオイホノオ』で連続ドラマ初主演。
2015年、主演映画『合葬』が第39回モントリオール世界映画祭のワールド・コンペティション部門に正式出品される。
2016年、主演映画『ディストラクション・ベイビーズ』で、第90回キネマ旬報ベスト・テン主演男優賞などを受賞。
2017年、NHK『おんな城主 直虎』で大河ドラマ初出演。

## 人物
妹がいる。
バラエティ番組などは緊張して話さなくなるため、寡黙な印象をもたれるが、普段はよくしゃべる。いずれは仕事でも中居正広のようなMCをやりたいという願望もあるという。
趣味は武道、茶道、乗馬。中学の時はサッカー部に所属。高校生の時にはバンドを組んでギターを担当。大人になってからも趣味でロックバンドを組み、ボーカルを担当している。コロナ禍では家族でアウトドアで過ごすことが多くなり、釣りに夢中になって1級船舶免許も取得した。
18歳の当時はかなり太っており、一度だけ会った中村勘三郎に「君は見栄えが悪いから俳優辞めなさい」と言われたことで奮起し痩せることができた。「本当にありがたくて」「おかげさまですごく原動力になりました」と感謝している。
20歳の頃、俳優の仕事から離れていた時期には社会勉強のために約1年間、車のディーラーでの洗車のアルバイトと飲食店でのホールスタッフのアルバイトを経験していた。2019年にはニューヨークに語学留学し、パンケーキ屋で手伝いをしたこともある。

### 私生活
2009年12月2日、自身のブログで女優・豊田エリーと婚約したことを発表。翌2010年、豊田の誕生日でもある1月14日に婚姻届を提出し、1月15日に明治神宮にて挙式。同年5月14日、妻・豊田エリーが妊娠4か月であることを発表。10月13日、第1子となる女児が誕生し、柳楽は20歳で父になった。
豊田は堀越高等学校の先輩であり、一目惚れした柳楽が同級生に頼んで連絡先を聞いたのが交際のきっかけ。また、男性は18歳になるまで結婚できない事を知らなかったため、17歳の時にプロポーズしてしまい「18歳にならないと結婚できないよ」と言われたものの、2年後の19歳の時に改めてプロポーズしたことを明かしている。

## 出演

### 映画
- 誰も知らない（2004年8月7日、シネカノン） - 主演・福島明 役[28]
- 星になった少年 Shining Boy & Little Randy（2005年7月16日、東宝） - 主演・小川哲夢 役[29][30]
- シュガー&スパイス 風味絶佳（2006年9月16日、東宝） - 主演・山下志郎 役[31]
- 包帯クラブ（2007年9月15日、東映） - 主演・ディノ（井出埜辰耶） 役[32]
- 戦慄迷宮3D THE SHOCK LABYRINTH（2009年10月17日、アスミック・エース） - 主演・ケン（川島賢） 役[33]
- すべては海になる（2010年1月23日、東京テアトル） - 主演・大高光治 役（佐藤江梨子とW主演）[34][35]
- 爆心 長崎の空（2013年7月13日、パル企画） - 廣瀬勇一 役[36]
- 許されざる者（2013年9月13日、ワーナー・ブラザース映画） - 沢田五郎 役[37][38]
- ゆるせない、逢いたい（2013年11月16日、SDP） - 主演・野口隆太郎 役[39]
- クローズEXPLODE（2014年4月12日、東宝） - 強羅徹 役[40]
- 闇金ウシジマくん Part2（2014年5月16日、東宝映像事業部 / SDP） - 蝦沼 役[41]
- 最後の命（2014年11月8日、ティ・ジョイ） - 主演・明瀬桂人 役[42]
- 合葬（2015年9月26日、松竹メディア事業部） - 主演・秋津極 役[43]
- ピンクとグレー（2016年1月9日、アスミック・エース）
- HK 変態仮面 アブノーマル・クライシス（2016年5月14日、東映） -  真琴正 役
- ディストラクション・ベイビーズ（2016年5月21日） - 主演・芦原泰良 役[19][44]
- 任侠野郎（2016年6月4日、KATSU-do） - 三田村俊樹 役
- 銀魂（2017年7月14日、ワーナー・ブラザース映画） - 土方十四郎 役[45]
  - 銀魂2 掟は破るためにこそある（2018年8月17日）[46]
- 響 -HIBIKI-（2018年9月14日） - 田中康平 役[47]
- 散り椿（2018年9月28日） - 平山十五郎 役[48][49]
- 夜明け（2019年1月18日） - 主演・シンイチ 役[50]
- 泣くな赤鬼（2019年6月14日） - 斎藤智之 役[51]
- ザ・ファブル（2019年6月21日） - 小島 役[52]
- 今日から俺は!!劇場版（2020年7月17日） - 柳鋭次 役[53]
- ターコイズの空の下で（2021年2月26日） - 主演・タケシ 役
- HOKUSAI（2021年5月28日[注 2]） - 主演・葛飾北斎（青年期） 役（田中泯とのW主演）[55]
- 太陽の子（2021年8月6日） - 主演・石村修 役[56]
- 浅草キッド（2021年12月9日） -  主演・ビートたけし 役（大泉洋とのダブル主演）[57]
- さかなのこ（2022年9月1日） - ヒヨ 役[58][59]
- ゆとりですがなにか インターナショナル（2023年10月13日、東宝） - 道上まりぶ 役[60]
- 夏目アラタの結婚（2024年9月6日、ワーナー・ブラザース映画） - 主演・夏目アラタ 役[61]

### 劇場アニメ
- ジーニアス・パーティ 「BABY BLUE」（2007年7月7日、日活） - 主演・翔（声） 役[62]
- 映画ドラえもん のび太の月面探査記（2019年3月1日公開） - ゴダート、ゴダール博士 役[63]

### テレビドラマ
- クニミツの政（2003年7月1日 - 9月9日、関西テレビ） - 坂上晋作 役
- 電池が切れるまで（2004年4月22日 - 6月24日、テレビ朝日） - 高野大地 役
- TOKYO23〜サバイバルシティ（2010年9月4日 - 10月2日、WOWOW） - 主演・新井ノボル 役
- LADY〜最後の犯罪プロファイル〜 第4話 - 第5話（2011年1月28日 - 2月4日、TBS） - 巽聡史 役
- ガリレオXX 内海薫最後の事件 愚弄ぶ（2013年6月22日、フジテレビ） - 当摩健斗 役[64]
- アオイホノオ（2014年7月18日 - 9月26日、テレビ東京） - 主演・焔モユル 役[65]
- 信長協奏曲 第1話（2014年10月13日、フジテレビ） - 織田信行 役[66]
- まっしろ（2015年1月13日 - 3月17日、TBS） - 仲野孝太郎 役[67]
- 連続テレビ小説「まれ」（2015年5月16日 - 9月26日、NHK総合） - 池畑大輔 役[68]
- ゆとりですがなにか（2016年4月17日 - 6月19日、日本テレビ） - 道上まりぶ 役[19][69]
  - ゆとりですがなにか 純米吟醸純情編（2017年7月2日・7月9日、日本テレビ） - 道上まりぶ 役[70]
- 勇者ヨシヒコと導かれし七人 第8話（2016年11月25日、テレビ東京） - 猿 役
- お母さん、娘をやめていいですか?（2017年1月13日 - 3月3日、NHK総合） - 松島太一 役[71]
- 大河ドラマ「おんな城主 直虎」（2017年4月23日 - 12月17日、NHK総合） - 龍雲丸 役[72]
- フランケンシュタインの恋（2017年4月23日 - 6月25日、日本テレビ） - 稲庭聖哉 役[73]
- 今日から俺は!! 第3話（2018年10月28日、日本テレビ） - 焔モユル 役[74]
- 母、帰る〜AIの遺言〜[75]（2019年1月5日、NHK総合） - 主演・直人 役[76]
- 有村架純の撮休 第4話（2020年4月11日、WOWOW） - 武田ケビン 役[77][78]
- 国際共同制作 特集ドラマ『太陽の子』（2020年8月15日、NHK総合・BS4K・BS8K） - 主演・石村修 役[79][80]
- 4つの不思議なストーリー〜超常ミステリードラマSP「不思議なお守り」（2020年12月26日、フジテレビ） - 主演・田島凌介 役[81]
- 二月の勝者-絶対合格の教室- （2021年10月16日[注 3] - 12月18日、日本テレビ） - 主演・黒木蔵人 役[83]
- オレは死んじまったゼ!（2023年9月1日 - 10月13日、WOWOW） - 主演・桜田和彦 役[84][85]
- ライオンの隠れ家（2024年10月11日 - 12月20日、TBS） - 主演・小森洸人 役[86]

### Vシネマ
- 岸和田少年愚連隊 ゴーイング・マイ・ウェイ（2004年9月25日、セディックインターナショナル） - 土方マコト（少年期） 役

### Webドラマ
- ブリザード（2011年7月1日 - 全12話、BeeTV） - 主演・崎谷眞人 役[87]
- 銀魂 -ミツバ篇-（2017年7月15日、dTV） - 土方十四郎 役[88]
  - 銀魂2 -世にも奇妙な銀魂ちゃん-（2018年8月17日、dTV）[89]
- 山岸ですがなにか（2017年7月、Hulu） - 道上まりぶ 役
- 二月の勝者〜胸騒ぎの自習室〜（2021年11月20日、Hulu） - 主演・黒木蔵人 役[90]
- ガンニバル（2022年12月28日、Disney+ Star） - 主演・阿川大悟 役[91][92]
  - ガンニバル シーズン2（2025年3月19日 - 4月23日、Disney+ Star）[93][94]

### 舞台
- 海辺のカフカ（2012年5月3日 - 6月24日、東京 / 大阪） - 主演・田村カフカ 役[95]
- 金閣寺（2014年4月5日 - 19日、赤坂ACTシアター） - 主演・溝口 役[96]
- NINAGAWA・マクベス（2015年9月7日 - 10月3日、Bunkamuraシアターコクーン） - マルカム役[97]
- CITY（2019年5月18日 - 26日、彩の国さいたま芸術劇場 大ホール） - 主演[98]

### ドキュメンタリー
- 高倉健が残したもの〜“人を想う”心の旅〜（2015年5月16日、NHK BSプレミアム） - ナビゲーター

### CM・広告
- HONDA 企業（2003年4月 - 2004年3月）
- ほっとけない世界のまずしさ ホワイトバンドプロジェクト（2005年）
- プロクター・アンド・ギャンブル・ジャパン マックスファクター（2006年）[注 4]
- トヨタグループ
  - DAIHATSU ミラ / ミラカスタム（2006年12月[注 5] - ）
  - トヨタ自動車「トヨタ・ヴォクシー」（2017年7月 - ）
- 花王 ケープエアアレンジ（2007年9月 ‐ 2010年3月）
- Supercell / クラッシュ・オブ・クラン（2015年）
- みずほ銀行/ Pepper the Movie「404」（2016年）[注 6]
- スクウェア・エニックス / ドラゴンクエストモンスターズ スーパーライト（2016年） - 魔剣士ピサロ 役[100]
- キリン
  - キリンビバレッジ「FIRE微糖」（2016年）[101]
  - キリン「iMUSE」（2017年12月 - ）[102]
  - キリンビール「氷結RED & 氷結GREEN」（2019年2月 - ） - 波瑠と共演[103]
- JRA 年間プロモーション「HOT HOLIDAYS!」（2017年 - ）[104][105]
- 明星食品 / 一平ちゃん夜店の焼そば（2017年4月 - ）
- レベルファイブ
  - 「スナックワールド トレジャラーズ」（2017年7月 - ）[106]
  - 「スナックワールド トレジャラーズ ゴールド」（2018年4月 - ）[107]
- WOWOW 「出会い篇」（2017年10月 - ）[108]
- LINE「LINEバイト」（2018年3月 - ）[109]
- マンダム「ギャツビー」（2018年9月 - ）[110]
- ネクソン「V4（ブイフォー）」（2020年9月 - ）[111]
- リクルートキャリア「リクルートエージェント」（2021年2月20日 - ） - 高橋一生と共演[112]
- EXNOA 「DMM GAMES 10th Anniversary」（2021年12月13日 - 2022年1月13日）[113]
- サントリービール「金麦」（2022年2月 -2024年12月 ）[114]
- タクトホーム（2022年4月 - ）[16][115]
- ヤーマン「HOT SHAVE」（2022年6月7日 - ）[116]
- 味の素「香味ペースト」（2022年6月10日 - ）[117]
- スマートニュース「SmartNews」（2022年6月30日 - ）[118]
- サントリー食品インターナショナル「クラフトボス」（2023年9月18日 - ）[119]
- NTTドコモ「ドコモ光 10ギガ」（2024年8月29日 - ）[120]

### PV
KinKi Kids「Topaz Love」（2018年）

## 書籍
- 『柳楽優弥のきみもゾウ使いになれる!』（2005年6月、扶桑社） ISBN 4594049745
- 『星になった少年Shining Boy&Little Randy』 VISUAL BOOK（2005年7月、角川書店） ISBN 4048538853
- 『シュガー&スパイス〜風味絶佳〜』VISUAL BOOK（2006年8月、SDP） ISBN 490362000X
- 『止まない雨』（2008年11月、SDP）ISBN 9784903620350
- アニバーサリーブック『やぎら本』（2020年9月20日、SDP）[122]ISBN 9784906953820

## 受賞歴

### 映画
- 2004年度
  - 第57回カンヌ国際映画祭 男優賞 『誰も知らない』
  - 第78回キネマ旬報ベスト・テン 新人男優賞 『誰も知らない』
  - 第59回毎日映画コンクール スポニチグランプリ新人賞『誰も知らない』
  - 第14回東京スポーツ映画大賞 新人賞 『誰も知らない』
  - 第40回シカゴ国際映画祭 Golden Plaque賞 『誰も知らない』
  - 第26回ヨコハマ映画祭 最優秀新人賞 『誰も知らない』
  - 第19回高崎映画祭 最優秀新人男優賞 『誰も知らない』
- 2016年度
  - 第8回TAMA映画賞 特別賞 『ディストラクション・ベイビーズ』（真利子哲也監督&柳楽優弥、及びスタッフ・キャスト一同として受賞）
  - 第38回ヨコハマ映画祭 主演男優賞 『ディストラクション・ベイビーズ』
  - 第90回キネマ旬報ベスト・テン 主演男優賞 『ディストラクション・ベイビーズ』
- 2022年度
  - エランドール賞 「新人賞（TVガイド賞）」[123]

### テレビドラマ
- 第4回コンフィデンスアワード・ドラマ賞 助演男優賞 『ゆとりですがなにか』[124]
- コンフィデンスアワード・ドラマ賞 年間大賞 2016 審査員特別賞（岡田将生、松坂桃李と共に）『ゆとりですがなにか』[125]
- 第89回ザテレビジョンドラマアカデミー賞 助演男優賞『ゆとりですが なにか』[126]
- アジアコンテンツアワード&グローバルOTTアワード アジアエクセレンスアワード『ガンニバル』[127]